# Cameron (Texas)
Cameron és una ciutat i seu del Comtat de Milam a l'estat de Texas. Segons el cens del 2000 tenia 5.634 habitants.

## Demografia
Segons el cens del 2000, Cameron tenia 5.634 habitants, 2.090 habitatges, i 1.404 famílies. La densitat de població era de 513 habitants per km².
Dels 2.090 habitatges en un 32,9% hi vivien nens de menys de 18 anys, en un 45,9% hi vivien parelles casades, en un 17,2% dones solteres, i en un 32,8% no eren unitats familiars. En el 31,2% dels habitatges hi vivien persones soles el 18,4% de les quals corresponia a persones de 65 anys o més que vivien soles. El nombre mitjà de persones vivint en cada habitatge era de 2,58 i el nombre mitjà de persones que vivien en cada família era de 3,25.
Per edats la població es repartia de la següent manera: un 28% tenia menys de 18 anys, un 9% entre 18 i 24, un 23,3% entre 25 i 44, un 19,7% de 45 a 60 i un 20% 65 anys o més.
L'edat mediana era de 37 anys. Per cada 100 dones de 18 o més anys hi havia 79,9 homes.
La renda mediana per habitatge era de 25.878 $ i la renda mediana per família de 30.927 $. Els homes tenien una renda mediana de 23.988 $ mentre que les dones 18.497 $. La renda per capita de la població era de 14.122 $. Aproximadament el 20,8% de les famílies i el 22% de la població estaven per davall del llindar de pobresa.

## Poblacions properes
El següent diagrama mostra les poblacions més properes.